# Lamphun
La ciudad de Muang Lamphun fue la primera capital Lao en Siam. Fue fundada en el año 575 d. C. Una fusión de razas se inició por entonces, momento en el cual la lengua siamesa estaba en proceso de formación. Pero el toque final para la nueva raza fue dado por Kublai Kan, cuando este expulsó a los Lao-Tai del sudoeste de China en el año 1253. 

## Historia
Los tailandeses fechan la fundación de su nación en el siglo XIII. Según la tradición, jefes tailandeses se sublevaron del dominio Jemer en Sukhotai en 1238 y establecieron el reino tailandés. La ciudad dominó brevemente el área de la actual Tailandia durante el reinado de Ramkhamhaeng, pero después de su muerte decayó y fue sometido en 1365 por el reino de Ayutthaya, el cual dominó Tailandia del sur y central hasta el siglo XVIII.
- Datos: Q1211214
- Multimedia: Lamphun / Q1211214